# Raorchestes shillongensis
Espèce
Synonymes
- Philautus shillongensis Pillai & Chanda, 1973
- Pseudophilautus shillongensis (Pillai & Chanda, 1973)

Statut de conservation UICN

 CR B1ab(iii) : 
En danger critique
Raorchestes shillongensis est une espèce d'amphibiens de la famille des Rhacophoridae.

## Répartition
Cette espèce est endémique d'Inde. Elle se rencontre dans les monts Khasi jusqu'à 1 400 m d'altitude dans la région de Shillong dans l'État du Meghalaya et au Mizoram.

## Description
Raorchestes shillongensis mesure de 15 à 20 mm. Son dos varie du gris au noir. Son ventre est pâle, légèrement grisâtre au niveau du poitrail.

## Étymologie
Son nom d'espèce, composé de shillong et du suffixe latin -ensis, « qui vit dans, qui habite », lui a été donné en référence au lieu de sa découverte.

## Publication originale
- Pillai & Chanda, 1973 : Philautus shillongensis, a new frog (Ranidae) from Meghalaya, India. Proceedings of the Indian Academy of Sciences (Animal Sciences), section B, vol. 78, p. 30-36 (texte intégral).